# Fusó (1914)
Fusó (japonsky: 扶桑 ~ „Země božských morušovníků“ – starý název pro Japonsko) byla bitevní loď japonského císařského námořnictva třídy Fusó (její sesterskou lodí byla Jamaširo). 

## Historie
Její stavba začala v loděnici v Kure 11. března 1912, na vodu byla spuštěna 28. března 1914 a dokončena 18. listopadu 1915. Loď měla klasickou prvoválečnou koncepci s šesticí věží a kanóny ráže 356 mm. Dvě věže byly na přídi, dvě na zádi a poslední dvojice věží byla umístěna před a za komínem ve středu lodi, takže mohla střílet jen do stran. Toto uspořádání nebylo zcela úspěšné, protože partie s největším pancéřováním se tím zbytečně prodlužovaly a prostřední věže měly díky omezenému palebnému poli nižší použitelnost. Naopak kvalitou třídy Fusó byla její na svou dobu poměrně vysoká rychlost.
Fusó se účastnila první světové války, převážně při plnění eskortních úkolů, jelikož japonské námořnictvo v této válce nemuselo vybojovat žádnou velkou hlavní bitvu.

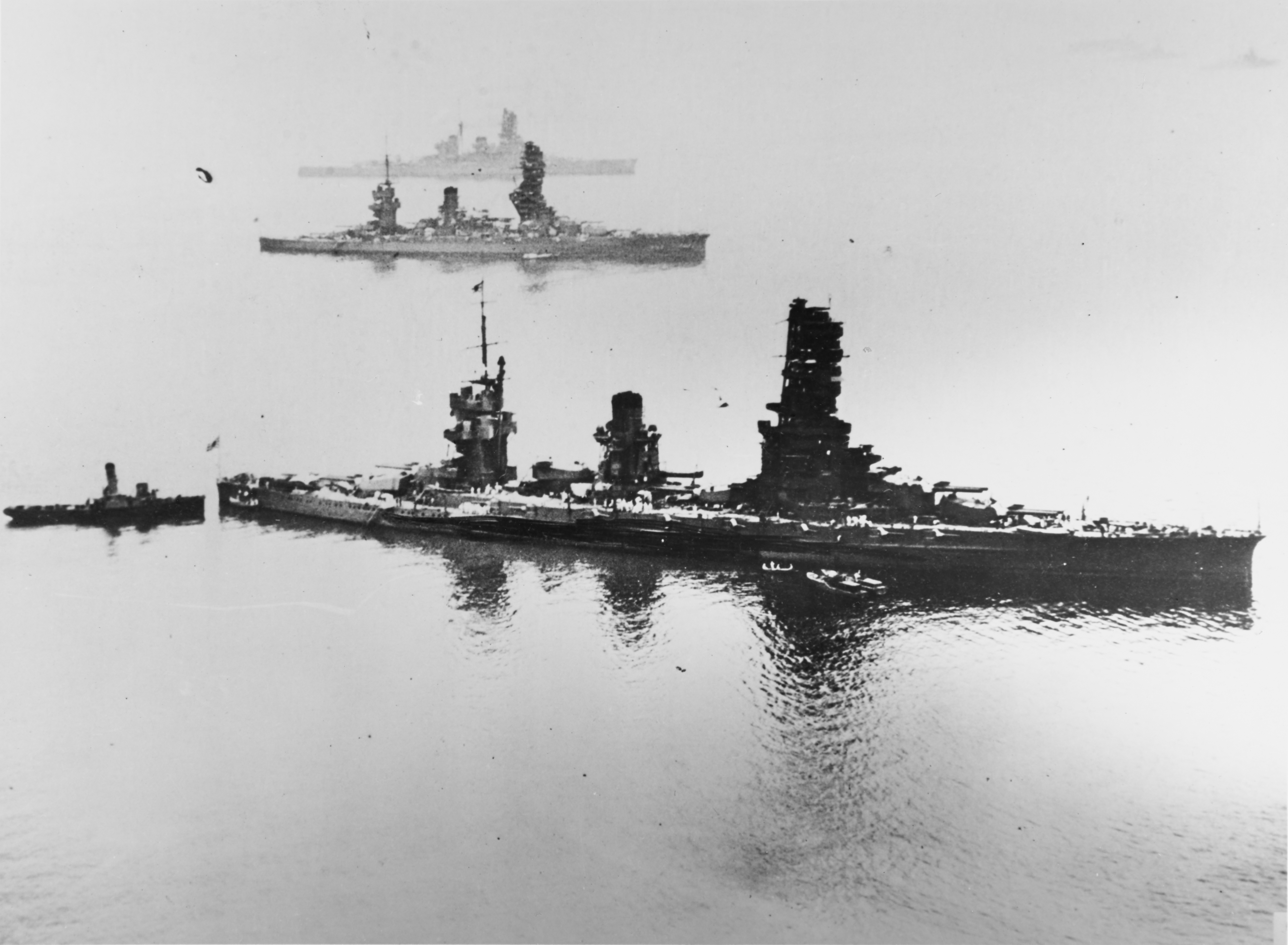
Jamaširo (v popředí), Fusó (uprostřed) a Haruna v Tokijské zátoce ve 30. letech

Po válce byly Fusó i Jamaširo, stejně jako ostatní japonské bitevní lodi, rozsáhle modernizovány. Fusó byla prodloužena o 7,6 metrů, její dva komíny byly spojeny v jeden, původních 24 kotlů nahradilo šest nových naftových kotlů Kanpon a nástavby lodí dostaly typický pagodovitý tvar, kterým se vyznačovaly všechny japonské bitevní lodě té doby (od tohoto vzhledu se odlišovala až pozdější třída Jamato). Pancéřová ochrana byla vylepšena, především ochrana pohonného systému a trupu pod čarou ponoru. Zlepšení pancéřování bylo reakcí na zkušenosti z první světové války, kdy byla například britská bitevní loď HMS Marlborough, jen těsně po bitvě u Jutska, málem potopena jediným německým torpédem. Byla zvětšena síla pancíře a vestavěna protitorpédová obšívka. Po přestavbě se rychlost lodi zvýšila z 23 na 25,4 uzlu.
Přes tyto úpravy byla třída Fusó japonskou admiralitou považována za nedostatečně chráněnou a pomalou. Proto byla v době útoku na Pearl Harbor a i krátce poté, ponechána ve Vnitřním moři ve strategické rezervě. V té době se věnovala především výcviku. Během války se však toto změnilo.
- 18. dubna 1942 vyplula, aby pronásledovala americký svaz, který podnikl Doolitlův nálet na Tokio.
- V květnu 1942, během bitvy u Midway, byla Fusó součástí krycího svazu, při japonském útoku na Aleuty.
- 8. června 1943 posádka Fusó zachránila 353 přeživších námořníků z bitevní lodě Mucu, která explodovala v přístavu Haširadžima ve Vnitřním moři.
- V srpnu 1943 posílila obranu atolu Truk.
- V červnu 1944 se podílela na obraně ostrova Biak u Nové Guineje, na kterém byla strategická japonská základna.

V červnu 1944, po americké invazi na Saipan, se měla Fusó vydat na prakticky sebevražedný útok na americké konvoje směřující k předmostí na Saipanu. Po bitvě ve Filipínském moři ale Japonci uznali, že Saipan je ztracen a operace byla zrušena.
Po americké invazi na Filipíny v říjnu 1944, byla Fusó nasazena při jejich obraně. V sestavě jižního svazu admirála Šódži Nišimury bojovala v bitvě v zálivu Leyte. V bitvě v průlivu Surigao byla 25. října ve 3:09 zasažena jedním či dvěma torpédy, které vypustil torpédoborec USS Melvin (třída Fletcher) a začala hořet. Fusó ustoupila z boje, ale v 3:45 explodovaly její muniční sklady (pravděpodobně pod dvěma věžemi C a Q) a Fusó se rozpadla na dvě části. Přední část pak potopil dělostřeleckou palbou americký těžký křižník USS Lousville, zatímco zadní část se sama potopila u ostrova Kanihaan. Jelikož trosečníci odmítli být zachráněni, přežilo zkázu své lodě pouze 10 mužů z celkem 1400 členů posádky. Sesterská loď Jamaširo pokračovala proti americké bitevní linii, která vůči ní byla ve výhodné pozici příčky na T (Tedy Američané mohli pálit boční salvou, zatímco u Jamaširo střílela pouze čelní děla). Jamaširo byla zcela rozstřílena a její vrak se ještě nějakou dobu držel na hladině, než byl potopen torpédy, pravděpodobně opět z torpédoborce USS Melvin.